# Sabine Gabrysch

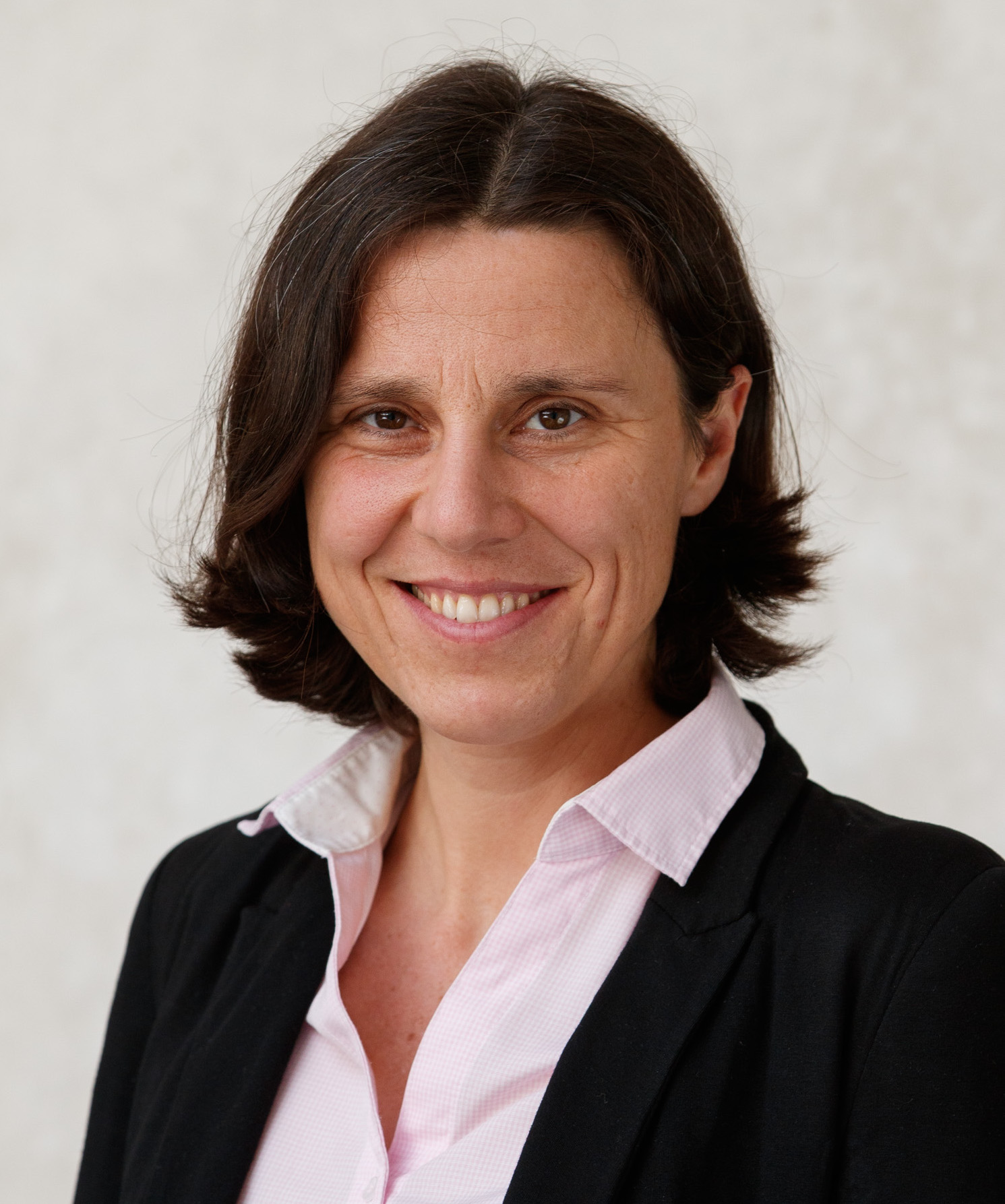
Sabine Gabrysch (2020)

Sabine Gabrysch (* 14. April 1976 in Stuttgart) ist eine deutsche Ärztin und Epidemiologin mit einer Spezialisierung auf den Bereich Global Health (Weltgesundheit). Sie hat am Institut für Public Health an der Berliner Charité die 2019 neu eingerichtete Professur für Klimawandel und Gesundheit inne, wo sie sich schwerpunktmäßig mit Planetary Health befasst, den gesundheitlichen Auswirkungen menschenbedingter Umweltveränderungen.

## Leben
Gabrysch wuchs in Kornwestheim auf. Sie studierte von 1995 bis 2001 Medizin in Tübingen, ergänzt von Aufenthalten in den Vereinigten Staaten und Argentinien. Im Jahr 2002 legte sie in Tübingen ihre erste Dissertation unter dem Titel Untersuchungen zur transkriptionellen Regulation der neuen Proteinkinase h-sgk und deren Beteiligung bei entzündlich-fibrosierenden Erkrankungen vor. Nach Zwischenstationen als Assistenzärztin an Kliniken in Schweden, darunter in Eksjö, Uppsala und Jönköping, absolvierte sie ab 2005 ein Studium an der London School of Hygiene & Tropical Medicine im Fachbereich Epidemiologie. Dort erwarb sie 2006 den Master of Science und promovierte 2010 zum zweiten Mal im Fachgebiet Epidemiologie mit einer Arbeit unter dem Titel The influences of distance on health facility delivery in rural Zambia (Entfernung als Einfluss auf die Bereitstellung von Gesundheitseinrichtungen im ländlichen Sambia).

## Karriere
Ab 2009 war Sabine Gabrysch am Institut für Global Health in Heidelberg beschäftigt. 2013 leitete sie ein vom Bundesministerium für Bildung und Forschung gefördertes Forschungsteam im Bereich Epidemiologie, bevor sie ab 2014 am Heidelberger Institut für Global Health die kommissarische Leitung der Sektion Epidemiologie und Biostatistik sowie die stellvertretende Institutsleitung übernahm. In Heidelberg habilitierte sie sich 2014 mit der Schrift Accessibility and quality of obstetric care in low- and middle-income countries (Erreichbarkeit und Qualität der geburtshilflichen Versorgung in Ländern mit niedrigem und mittlerem Einkommen).
Zum 1. Juni 2019 wurde sie auf den Lehrstuhl für Klimawandel und Gesundheit berufen, der von der Berliner Charité und dem Potsdam-Institut für Klimafolgenforschung als bundesweit erster an einer medizinischen Fakultät eingerichtet wurde. Daneben leitet sie zusammen mit dem Agrarökonomen Hermann Lotze-Campen die Forschungsabteilung Klimaresilienz.
Für ihr seit 2013 interdisziplinär durchgeführtes Forschungsprojekt Food and Agricultural Approaches to Reducing Malnutrition (FAARM), das sich mit nachhaltigen Maßnahmen gegen Mangelernährung in Bangladesch befasste, wurde sie 2018 vom Ministerium für Wissenschaft, Forschung und Kunst Baden-Württemberg mit dem „Preis für mutige Wissenschaft“ ausgezeichnet.
Gabrysch war im Jahr 2018 Mitbegründerin der Deutschen Allianz für Klima und Gesundheit (KLUG) und engagiert sich in der Initiative Scientists for Future. Im Oktober 2020 wurde sie in den Wissenschaftlichen Beirat der Bundesregierung Globale Umweltveränderungen (WBGU) berufen, dessen Mitglied sie bis Ende 2022 war. 2021 war ihre Biografie Teil der Ausstellung Berlin – Hauptstadt der Wissenschaftlerinnen im Roten Rathaus.
Ihre Forschungsschwerpunkte sind unter anderem Mutter- und Kindgesundheit in Entwicklungsländern, Infektionskrankheiten, Mangelernährung und Klimawandel.

## Auszeichnungen und Stipendien
- 2009: Maria Luisa Ricciardi Award in der Kategorie Best Oral Communication beim 6. European Congress on Tropical Medicine and International Health in Verona[13]
- 2011: Young Investigator Award des 19. IAE World Congress of Epidemiology in Edinburgh[13]
- 2011 Postdoc-Stipendium der Baden-Württemberg Stiftung
- 2012: Margarete von Wrangell-Habilitationsprogramm, Land Baden-Württemberg[13]
- 2012: DTG Vortragspreis auf der 102. Jahrestagung der Deutschen Gesellschaft für Tropenmedizin und Internationale Gesundheit in Heidelberg[13]
- 2012: Stipendienprogramm für Postdoktoranden, Daimler und Benz-Stiftung[14]
- 2018: Preis für mutige Wissenschaft des Landes Baden-Württemberg[15]
- 2017: Suffrage Science Award der Royal Society in London
- 2021: In Würdigung ihrer Leistungen als Wissenschaftlerin und Forscherin wurde ihr anlässlich der Wissensstadt Berlin 2021 im Rahmen der Ausstellung Berlin – Hauptstadt der Wissenschaftlerinnen eine Ausstellungstafel gewidmet.[16][17]

## Publikationen (Auswahl)

### Universitätsschriften
- Untersuchungen zur transkriptionellen Regulation der neuen Proteinkinase h-sgk und deren Beteiligung bei entzündlich-fibrosierenden Erkrankungen. Universität Tübingen 2002 (Dissertationsschrift).
- The influences of distance on health facility delivery in rural Zambia. University of London 2010 (Dissertationsschrift).
- Accessibility and quality of obstetric care in low- and middle-income countries. Universität Heidelberg 2014 (Habilitationsschrift).

### Fachartikel
- mit Oona Campbell: Still too far to walk: Literature review of the determinants of delivery service use. In: BMC Pregnancy and Childbirth. Nr. 9, August 2009, doi:10.1186/1471-2393-9-34, ISSN 1471-2393, S. 1–18.
- Der stille Hunger. Nachhaltig gegen Mangelernährung. In: Ruperto Carola. Forschungsmagazin der Universität Heidelberg. Nr. 6, Juni 2015, doi:10.11588/ruca.2015.6.20891, S. 66–73.
- mit Philip Jaehn: Germany must invest in its global health academic workforce. In: The Lancet. Band 391, Nr. 10121/2018, Amsterdam, Elsevier, ISSN 0140-6736, doi:10.1016/S0140-6736(18)30247-2, S. 656–657.